# SN 2003lb
SN 2003lb – supernowa typu Ia odkryta 25 grudnia 2003 roku w galaktyce UGC 2850. W momencie odkrycia miała maksymalną jasność 15,80m.